# 대체복무제
대체복무제(代替服務制)는 개인적 이유의 비폭력주의를 이유로 병역 거부를 하는 사람들을 위해 국방의 의무를 직접 군대나 관련 기관에서 복무하는 대신에 그에 준하는 어려움을 가진 사회적 활동에 참가함으로써 대체하는 제도이다. 주로 군복무 기간 이상을 사회복지시설 등에서 '사회복무요원', '사회공익요원', '재난구호요원' 등으로 근무하도록 하는 제도이다.
이 제도는 모병제를 실시하는 국가에서는 해당 사항이 없으며, 징병제를 실시하고 있는 국가에서 시행되는 제도이다. 세계적으로 종교적인 신앙과 관계없이 다양한 신념을 가진 병역거부자들이 이 제도를 이용하고 있으나, 대한민국에서는 병역거부에 대해 반대입장을 표명해 온 특정 종교인 여호와의 증인이 대다수이었기 때문에 대체 복무가 일부 종교에 부여되는 특혜라는 오해가 생겨났다.
대한민국에서는 이미 대체복무제도가 1970년대에 도입되어 현재 시행 중이나, 본인의 지원이 아닌 징병검사 판정에 따라서 결정된다. 따라서 한국에서는 양심적 병역거부자들을 현역 판정자(의무경찰, 해양경찰, 의무소방대) 및 보충역 판정자(사회복무요원, 산업기능요원, 전문연구요원, 공중보건의사, 공중방역수의사, 공익법무관) 등의 대체복무 업무 분야에서 복무하도록 포함시킬 것인지의 논의가 주된 논점이다. 대체복무제도의 기간 또한 주된 논점인데, 리얼미터 여론조사 결과 국민들의 34%는 일반 군 복무의 1.5배 수준이, 30.8%는 2배 수준이 대체복무 기간으로 적절하다고 응답했다.

## 연혁

### 1940 ~ 1990년대
그러나 1948년 정부 수립 이후에도 인권운동가들조차도 양심에 따른 병역거부 문제에 눈을 돌리지 못하는 사이 정부수립 이후(실제 광범위한 처벌은 5·16군사반란 이후) 무려 1만 3천명에 달하는 병역거부자들이 묵묵히 징역을 살았다. 특히 1961년의 5·16 군사 반란을 이후로 정상적으로 처벌을 받았다.

### 대체복무제 도입
1970년대부터 대체복무제 도입 여론이 나타났지만 공론화된 것은 2000년대 이후였다. 2004년 국회에 대체복무제 법안을 제출했던 민주노동당 노회찬 의원은 "정부 방침에 대체로 동의하지만 종교 이외에도 사상과 신념에 의한 병역거부자도 포함시켜야 할 것"이라며 "또 기간과 복무지위에 대해서도 폭넓은 사회적 논의가 필요하다"고 입장을 밝혔다.
2007년 9월 대한민국 정부는 양심적 병역거부자를 포함한 종교 등 양심에 따른 병역거부자들에 대체복무를 인정하겠다는 방침을 발표하였다. 이에 대해 그간 대체복무제 도입을 주장해온 각계각층이 환영 입장을 나타냈다. 양심적 병역거부자와 후원자들의 모임인 '전쟁없는 세상' 등 36개 시민사회단체로 구성된 '양심에 따른 병역거부권 실현과 대체복무제도 개선을 위한 연대회의'는 19일 국회에서 기자회견을 열고 "정부의 결단을 환영하며 입법안 제출 등 조속한 후속 조치를 희망한다"고 밝혔다.
그러나 정부가 대체복무제를 발표하는 동안에도 2천~4천 명의 양심적 병역 거부자가 선택권을 보장받지 못하고 처벌받기도 했다. 그에 의하면 '2001년 처음으로 병역거부 문제가 공론화된 뒤부터 따지면 약 4천명, 2004년 대법원과 헌법재판소가 각각 양심에 따른 병역거부자들을 감옥에 보내는 대신 사회가 포용할 수 있는 방안을 찾을 것을 행정부와 입법부에 권고한 다음부터 치면 2천여명의 청년들이 전과자가 되고서야 이번 조치가 발표되었다.' 한다.
정부 고위관계자는 8월 18일 "종교적인 사유 등으로 집총을 기피하는 사람들에게 군대 대신 다른 방법으로 병역을 이행할 수 있도록 대체복무를 허용키로 했다"며 "내년까지 병역법과 사회복지 관련법령, 향토예비군설치법 등을 개정할 것"이라고 밝혔다.

## 대체복무제 도입 현황
현재 징병제를 실시하는 국가 중 대체복무를 인정하는 나라는 25개국이다. 2018년 OECD 회원국 중 징병제를 채택하고 있는 나라에서 대체복무를 실시하는 나라는 9개이다. 2013년 6월 유엔 인권위원회(UNHRC)가 발표한 <양심에 따른 병역거부에 관한 분석 보고서>에 따르면 종교와 신념 등을 이유로 군복무를 거부해 수감 중인 사람은 전세계에서 723명이다. 그 중 669명이 한국인이다. 현재 OECD국가에서 대체복무를 완전히 인정하지 않았던 나라는 한국 뿐이다. 대체복무를 명시하지 않은 국가에서도 법적인 처벌을 가하는 나라는 극히 적다.

### 대한민국
대한민국에서는 특정 종교 출신이 주축이 된 병역 거부자들에 대해서 병역법 위반이나 항명죄로 처벌했으나, 당시 2009년부터 종교적 사유의 병역거부자들에 대한 대체복무를 허용할 방침이라는 국방부발표가 2007년 9월 있었다.
한국의 대체복무제 논란은 2005년 7월, 대법원에서 종교인으로서의 신념에 따라 신념에 따른 병역 거부를 선언하여 1, 2심에서 징역 1년 6개월 형을 선고받은 오 아무개씨에게 상고 기각 결정을 내림으로써 증폭되었다. 특히 오 아무개씨는 이미 학사장교 선발에 합격한 상태에서 병역을 거부했는데 이는 그가 신념에 따른 병역 거부임을 강조하기 위함이라고 한다. 2006년 1월 국가인권위원회에서 국방부에 제도 도입을 권고했으며, 국방부는 이에 대해 "당장 도입할 수는 없지만 장기적으로 검토할 가치는 있다"는 신중한 입장을 보였다. 2007년 9월 대한민국 정부는 종교적인 신념에 따른 병역거부자들에 대해서 내후년부터 대체복무를 허용할 방침이라고 발표하였다. 이들이 복무할 곳은 전남 소록도의 한센병원, 경남 마산의 결핵병원, 서울특별시와 나주시, 춘천시, 공주시 등의 정신병원 등 9개의 국립 특수병원과 전국 200여개 노인전문요양 시설 등이 대상지로 검토되고 있는 것으로 알려졌으며, 대체복무자들의 복무기간은 국민여론에 따라 2014년이후 현역병의 복무기간의 2배인 3년으로 정해졌다.
하지만 이러한 대체복무제 추진은 보수주의 정권인 이명박 정권이 들어서면서 국민정서에 맞지 않는다는 이유로 취소되었으며, 춘천지방법원에서 2008년 5월에 신념에 따른 병역 거부자 처벌에 대해 위헌제청을 하여 헌법재판소에서 심리하였고, 2018년 6월에 대체복무제 규정이 없는 것을 헌법불합치 판결로 처리하여 대체복무제 신설이 본격화되었다.

### 미국
1776년 미국의 펜실베이니아주에서 세계 최초로 신념에 따른 병역 거부자들이 군사우편발송등의 비전투복무로 군복무를 대신하는 대체복무가 허용되었다. 이는 펜실베이니아 주가 평화주의가 특징인 퀘이커의 신자인 윌리엄 펜(1644년-1689년)이 세운 곳이기 때문으로 보인다.

### 영국
1916년 폭력에 반대하는 평화주의자들의 대체복무를 인정하였다. 하지만 1960년부터 징병제가 폐지되었다.

### 북유럽
북유럽의 개신교회(루터교회) 국가들은 1920~30년대 군복무를 거부했는데, 이는 개인의 양심과 신념을 존중하는 종교개혁 전통에 따른 것이다. 이후 이탈리아, 프랑스등 남유럽의 로마 가톨릭교회 국가들도 대체복무를 허용하였다.
2018년 징병제 채택 OECD 회원국 중 스웨덴, 덴마크, 에스토니아, 리투아니아, 핀란드가 대체복무제를 하고 있다. 노르웨이는 대체복무제를 실시하다가 2011년부터 중단하고 병역면제한다. 에스토니아, 리투아니아, 핀란드는 대체복무 기간이 현역복무 기간보다 훨씬 길다.

### 중부 유럽
2018년 징병제 채택 OECD 회원국 중 스위스, 오스트리아가 대체복무를 인정하고 있으며, 기간은 현역복무의 2배 미만이다.

#### 독일
독일은 옛 서독시절 군축정책을 실시와 함께 신념에 따른 병역 거부자에 대한 대체복무를 허용한 이후, 신념에 따른 병역 거부를 인정해 오고 있다.

### 남유럽
2018년 징병제 채택 OECD 회원국 중 그리스가 대체복무를 인정하며, 기간은 현역복무보다 길다. 또한 거주지, 출생지는 무조건 복무지에서 제외되며 도서벽지에서 근무해야하는 조건이 있다.

### 옛 제정 러시아와 소련
제정 러시아에서는 1882년부터 개신교의 한 종파인 메노나이트에 대해 산림(山林)에서 노동을 통한 대체복무를 허용했다. 당시 메노나이트 교회에서는 모금을 통해 이들이 노동을 하는데 불편이 없도록 경제적 지원을 하였다.
1917년 러시아 혁명으로 옛 소련이 등장한 후에도 종교적 이유의 신념에 따른 병역 거부들은 레닌의 배려로 1919년부터 1929년까지 병역을 면제받았다.

### 이스라엘
2018년 기준 이스라엘은 여성에게만 대체복무를 인정한다.

### 타이완
타이완(중화민국)은 중화인민공화국과 군사적 긴장 관계로 인해 원래 신념에 따른 병역 거부를 인정하지 않았다. 그래서 종교적 평화주의 등의 이유로 병역을 거부하는 신념에 따른 병역 거부에 대해 7년형을 복역해야 군복무를 면제했다. 그러다보니 일부러 만기 복역이 가까워지면 출소를 시킨다거나, 병역거부로 수감된 재소자 스스로 7년형의 만기 복역을 할 수 있도록 요청하는 등 심각한 문제들이 발생했다.
타이완에서 대체복무는 2000년에 체대역이라는 이름으로 도입하였는데, 열악한 복무환경과 형편없는 사병의 인권상황으로 인해 해마다 군대 안에서 많은 인명사고가 발생했는데, 대체복무제도의 도입으로 인해 복무 부적응 사병이 될 소지가 있는 청년들이 사전에 대체복무제를 지원함으로써 사고 발생을 미연에 방지하는 효과를 거두었다. 현재는 신념에 따른 병역 거부에 대해 3년 간의 대체복무를 허용하고 있는데, 진보적 정치인들의 대체복무제 시행 노력과 병력 감축이라는 중화민국군의 개혁에 의한 것이다.
타이완의 대체복무 시행 내용은 신념에 따른 병역 거부자에 대해 양로원 등 사회 봉사가 필요한 분야에서 육체 노동자로 일하게 하되, 전원 합숙생활을 해야 한다. 물론 대체복무제 악용을 막기 위해서 진술서 심사 등 까다로운 심사를 통해서 정말 신념에 따른 병역거부자인지 확인하고 있다. 2년 이상의 신앙생활을 신청자가 증명해야 하며, 대체복무 결정이 나더라도 후에 허위로 판명이 나면 대체복무가 취소된다.

## 대체복무제를 둘러싼 논란

### 종교계의 논란
신념에 따른 병역 거부의 사유 중에는 종교적 사유도 있기 때문에 종교계, 특히 기독교계의 찬반 논란이 벌어질 수 밖에 없다.
과거 대체복무가 인정되지 않은 국가에서의 종교적 신념에 의한 병역 거부는 다양한 종교에서 일어났다. 지금은 대부분 대체복무가 인정되어서 해당 논란은 거의 없는 상황이다. 다만 대한민국에서는 여호와의 증인 관련 병역거부자가 절대 다수였다.

## 같이 보기
- 징병제, 징병검사, 모병제
- 대한민국 국군, 사회복무제도
- 조선의 병역 제도, 신념에 따른 병역 거부
- 대한민국의 병역 제도
- 주한미군, 주일미군
- 병력에 따른 나라 목록, 군대가 없는 나라 목록
- 소년병, 연천군부대 총기 난사사건, 양주 군부대 총기 난사 사건
- 예비군 반대 운동
- 2004년 대한민국 프로 야구 병역 비리 사건, 2004년 병역비리
- 반전 평화 운동